# مخزن بیماری
مخزن هر شخص، حیوان، بندپا، گیاه، خاک و غیره یا مجموعه‌ای از اینها که یک عامل عفونی به طور معمول در آن زندگی و تکثیر نماید، به نحوی که ادامه حیات عامل عفونی به آن وابسته باشد و به طریقی تکثیر یابد که بتواند به میزبان حساس دیگری منتقل گردد، (تکثیر، وابستگی، انتقال) مخزن آن عامل عفونی نامیده می‌شود.